# Liourdres
Liourdres település Franciaországban, Corrèze megyében. Lakosainak száma 266 fő (2022. január 1.). Liourdres Astaillac, Bilhac, Sioniac, Girac, Puybrun és Tauriac községekkel határos.

## Népesség
A település népességének változása:
| Lakosok száma | 266  | 224  | 205  | 205  | 248  | 252  | 248  | 253  | 256  | 266  |
|               | 1968 | 1982 | 1990 | 2006 | 2013 | 2015 | 2017 | 2019 | 2020 | 2022 |